# ترور اسلتری
ترور اسلتری شخصیتی است که بن کینگزلی در فیلم‌های دنیای سینمایی مارول (MCU) بازیگری کرده‌است. او یک بازیگر استخدام شده برای ترسیم یک تروریست افسانه ای به نام ماندارین است، او اولین بار در فیلم ۲۰۱۳ مرد آهنی ۳ ظاهر شد. واکنش عمومی به شخصیت مخلوط بود، در حالی که بسیاری از طرفداران کمیک از شخصیت انتقاد می‌کردند و اینکه چگونه بازیگری وی در نقش آفرینی ماندارین فیلم تأثیر گذاشته‌است، برخی دیگر با نظر اینکه چگونه این نقش آفرینی کینگزلی ظاهراً جلوی نژادپرستانه بودن شخصیت ماندارین کمیک‌ها جلوگیری می‌کند، دفاع می‌کردند. کینگزلی این نقش را در فیلم کوتاه ۲۰۱۴ درود برتو پادشاه که فیلمی از مارول وان شاتز بود که در ام سی یو نیز ساخته شده بود، دوباره بازی کرد.

## دنیای سینمایی مارول

### مرد آهنی ۳
اسلتری یک بازیگر معتاد به مواد مخدر است که توسط آلدریچ کیلیان و شرکت ایده‌های مکانیکی پیشرفته (AIM) استخدام شده‌است تا بتواند ماندارین را ترسیم کند، شخصیتی که تحت تأثیر بسیاری از تروریست‌های مدرن قرار گرفته و تحت عنوان یک خلافکار افسانه ای چینی نامگذاری شده‌است. بازیگران اسلتری در فیلم‌های پروپاگاندا که به عنوان پوششی از آزمایش‌های انفجاری اکسترمبیس ای آی ام برای مردم جهان پخش می‌شود حضور پیدا می‌کنند. تونی استارک اورا پیدا می‌کند و همه چیز را درمورد ماندارین واقعی کشف می‌کند که او ماندارین نیست بلکه کیلیان ماندارین است. اسلاتر پس از شکست کیلیان از استارک دستگیر شد، اما از تبلیغات وی که پس از دستگیری وی بود، خوشحال شد.

### درود برتو پادشاه
در زندان سیگیت، اسلتری با زندگی باتلاقی و شیفتگی طرفداران خود در بین سایر زندانیان زندگی می‌کند، تا زمانی که جکسون نوریس، یک تروریست تن رینگ به عنوان یک فیلمساز مستند پیش او می‌رود، و توضیح می‌دهد که ماندارین واقعی عصبانی است؛ زیرا از عنوان او سوءاستفاده شده‌است، و اسلتری آرزو می‌کند که به عقب برگردد.